# Света преподобна Методија
Света Методија је светитељка православне цркве која је рођена и живела у Кимолосу, крајем 19. века. 
Православна црква је молитвено спомиње 5. октобра.

## Живот
Света Методија је рођена у Кимолосу 10. новембра 1861. Њени родитељи су били Јаков, трговац, и Марија Сард, побожни људи и верни Богу. Након смрти свог оца, и мајка светитељке постала је монахиња са именом Христодули. Ирена, како су звали Методија, није била једино дете у породици. Имао је седморо браће и сестара, три дечака и четири девојчице.
О њеном детињству није сачувано много података. Од малих ногу одликовала скромношћу, љубављу и оданошћу Богу. Увек се трудила да избегне све штетно што је удаљавало њену душу од божанске љубави. Врло често је посећивала цркву јер је веровала да може бити ближе Богу и интензивније доживети божанско присуство.
Рано је показала склоност ка монаштву. Ипак, када је Ирина одрасла и достигла доб за брак, њени родитељи су је удали за морнара са острва Хиос. Брачни живот није нимало утицао на Методију, која је наставила свој врлински живот, остајући верна своме Господу и Богу.

### Аскетски живот
Врло брзо је остала сама у животу након смрти свог мужа на обалама Мале Азије када је његов брод потонуо. Од тог тренутка и до краја живота, потпуно се посветила Богу, одабравши аскетски живот у малој келији, пошто острво није имало заједнички манастир, у „Средњем замку Кимолос”. Ово свето место сачувано је до данас.
После тешког и мукотрпног искушења и припреме, светитељка је замонашена од Архиепископа Сирског Методија у цркви Панагије Одегетрије Кимолске и добила име Методија. Од тада је била закључана у ћелији и излазила је само у посебним приликама да пружи помоћ онима којима је потребна. Карактеристика њеног човекољубља је чињеница да је многа добра која су јој нудили становници острва даровала сиромашнима.
Она је цео свој живот посветила молитви, посту и вежбању не обраћајући пажњу на храну и сан. Кревет јој је био дрвени, а сан је био минималан. Целу ноћ је проводила молећи се по узору на Христа. У периодима поста не само да није излазила из своје келије, већ није ни примала посетиоце.
Проучавала је Геронтикос и Доротољубље, битна помагала хришћанских монаха. Али истовремено се бавила и физичким радом, шивењем и плетењем одеће за себе, као и за своје сиромашне сународнике.
Њена ћелија постала је стуб привлачности и уточиште за њене сународнике који су ту хрлили и тражили њену подршку и просветљење. Она, пуна љубави и човекољубља, нудила је све што је могла. 
Отац Јоанис Рамфос бележи и чува у својој породичној архиви једно од многих чуда која се приписују Светој Методији, а која су се десила пре њене болести и смрти. Након куцања на врата и када је монахиња изашла у двориште своје келије мислећи да је дошао час њене смрти и да је закаснио, угледала је цркву Одигитрије окупану светлошћу. Визија коју је видела када је ушла у њену унутрашњост била је анђели који се уздижу на небо. Ово је била и њена последња Свети Литургија.
Света Методија је умрла 5. октобра 1908. године у 47. години живота. 